# Список глав государств в 881 году
Список глав государств в 880 году — 881 год — Список глав государств в 882 году — Список глав государств по годам

## Азия
- Аббасидский халифат — аль-Мутамид, халиф (870 — 892)
  - Армянский эмират — Ашот I, ишхан (855 — 885)
  -  Алавиды — Хассан ибн-Зейд, эмир (864 — 884)
  -  Зийядиды — Ибрагим ибн Мухаммад, эмир (859 — 902)
  -  Саманиды — Наср ибн Ахмад, эмир (864 — 892)
  -  Саффариды — Амр ибн Лейс, эмир (879 — 901)
  -  Табаристан (Баванди) — Рустам II, испахбад (867 — 896)
  -  Хамданиды — Хамдана ибн Хамдун, эмир (868 — 895)
  - Яфуриды — Мухаммад I ибн Йафур, имам (872 — 892)
- Абхазское царство — Адарнасэ Шавлиани, царь (ок. 880 — 887)
- Бохай (Пархэ) — Да Сюаньси, ван (872 — 894)
- Вайтхали[англ.] — Кала Тенг Санда, царь[англ.] (875 — 884)
- Грузия —
  - Кахетия — 
    - Габриэль, князь[англ.] (861 — 881)
    - Падла I, князь[англ.] (881 — 893)

  - Тао-Кларджети — 
    - Давид I, куроплат (876 — 881)
    - Адарнас I, куроплат (881 — 888)
    - Гурген I, куроплат (881 — 891)

  - Тбилисский эмират — Джаффар I бен Али, эмир (880 — 914)
- Индия — 
  - Венги (Восточные Чалукья) — Гунага Виджаядитья III, махараджа (849 — 892)
  - Гурджара-Пратихара — Михра Бходжа I, махараджа (836 — 890)
  - Западные Ганги — Рашамалла II, махараджа (870 — 907)
  - Качари[англ.] — Вирочана, царь[англ.] (835 — 885)
  - Кашмир — Авантиварман, царь[нем.] (855 — 883)
  - Пала — Нараянапала, царь (855 — 908)
  - Паллавы (Анандадеша) — Апараджитаварман, махараджа (879 — 898)
  - Пандья — Парантака Виранарайана, раджа (880 — 900)
  - Парамара[англ.] — Сияка I, махараджа[англ.] (843 — 891)
  - Раштракуты — Кришнараджа II Акалаварша, махараджадхираджа (878 — 914)
  - Чола — 
    - Виджаялая, махараджа (848 — 881)
    - Адитья I, махараджа (881 — 907)

  - Ядавы (Сеунадеша) — Сеуначандра I, махараджа (870 — 900)
- Индонезия — 
  - Матарам (Меданг) — Локапала, шри-махараджа (850 — 890)
  - Сунда — Прабу Гайях Кулон, король (819 — 891)
- Камарупа — Тьягасимха, царь (880 — 900)
- Караханидское государство — Кул Билга-хан, хан (840 — 893)
- Китай (Династия Тан) — Си-цзун (Ли Сюань), император (873 — 888)
- Кхмерская империя (Камбуджадеша) — Индраварман I, император (877 — 889)
- Наньчжао — Шэнмин Вэньу-хуанди (Мэн Луншунь), ван (877 — 897)
- Паган — Танне, король[англ.] (878 — 904)
- Раджарата (Анурадхапура) — Сена II, король (866 — 901)
- Силла — Хонган, ван (875 — 886)
- Тямпа — Индраварман II, князь (ок. 854 — ок. 898)
- Ширван — 
  - Хайсам ибн Халид, ширваншах (861 — 881)
  - Мухаммад ибн Хайсам, ширваншах (881 — 912)
- Япония — Ёдзэй, император (876 — 884)

## Африка
- Гао — Канкан, дья (ок. 880 — ок. 890)
- Берегватов Конфедерация — Юнус ибн Ильяс, король (ок. 842 — ок. 888)
- Идрисиды — Йахья ибн Хасан ибн Идрис ас-Сагир, халиф Магриба (880 — 904)
- Ифрикия (Аглабиды) — Абу Исхак Ибрахим ибн Ахмад, эмир (875 — 902)
- Канем — Фуне, маи (ок. 835 — ок. 893)
- Макурия — Георгий I, царь (ок. 870 — ок. 892)
- Некор[англ.] — Саид II ибн Салих, эмир[англ.] (864 — 916)
- Рустамиды — Мухаммад Абуль-Йакзан ибн Афлах, имам (874 — 894)
- Сиджильмаса — Мухаммад I, эмир (876 — 883)
- Тулунидов государство — Ахмед ибн Тулун, эмир (868 — 884)

## Европа
- Англия — 
  - Восточная Англия — Гутрум, король (879—890)
  - Думнония — Элуйд ап Ферфердэн, король (876—890)
  - Йорвик — Гутред, король (878—895)
  - Мерсия — Этельред II, король (879—883)
  - Уэссекс — Альфред Великий, король (871—899)
- Болгарское царство — Борис I, князь (852—889)
- Венецианская республика — 
  - Орсо I Партечипацио, дож (864—881)
  - Джованни II Партечипацио, дож (881—887)
- Византийская империя — Василий I Македонянин, император (867—886)
- Восточно-Франкское королевство — 
  - Бавария — Людовик III Младший, король (880—882)
  - Паннонская марка — Арибо, маркграф (871—909)
  - Саксония — 
    - Людовик III Младший, король (876—882)
    - Оттон I Сиятельный, герцог (880—912)

  - Тюрингия—Поппо II, герцог, маркграф Собской марки (880—892)
  - Швабия — Карл III Толстый, король (876—882)
- Гасконь — Санш III Митарра, герцог (864 — ок. 893)
- Дания — Зигфрид, король (873—903)
- Западно-Франкское королевство — 
  - Людовик III, король (879—882)
  - Карломан II, король (879—884)
  - Аквитания — Карломан II, король (879—884)
  - Ампурьяс — 
    - Суньер II, граф  (862—915)
    - Дела, граф  (862—894/895)

  - Ангулем — Вульгрин I, граф (866—886)
  - Барселона — Вифред I Волосатый, граф (878—897)
  - Бретань — 
    - Ален I Великий, король (877—907)
    - Юдикаэль, король (876 — ок. 889)
    - Ванн — Ален I Великий, граф (877—907)
    - Нант — Ален I Великий, граф (877—907)
    - Ренн — Юдикаэль, граф (876 — ок. 889)

  - Бретонская марка — Гуго Аббат, маркиз (866—886)
  - Готия — Бернар Плантвелю, маркиз (878—886)
  - Каркассон — Акфред I, граф (879—906)
  - Конфлан — Миро I Старый, граф (870—896)
  - Мэн — Рагенольд, граф (878—885)
  - Нормандская марка — Рагенольд, маркиз (878—885)
  - Овернь[англ.] — Бернар II Плантвелю, граф (868—888)
  - Отён — Ричард I Заступник, граф (880—918)
  - Пальярс и Рибагорса — Рамон I, граф (872—920)
  - Париж — Конрад Черный, граф (866—882)
  - Пуатье — Рамнульф II, граф (878—890)
  - Руссильон — Миро Старый, граф (878—896)
  - Руэрг — Эд, граф (872—898)
  - Серданья — Вифред I Волосатый, граф (870—897)
  - Труа — Роберт I, граф (876—886)
  - Тулуза — Бернар III Плантвелю, маркграф (872—886)
  - Урхель — Вифред I Волосатый, граф (870—897)
  - Фландрия — Бодуэн II, граф (879—918)
  - Шалон — Адемар, граф (880—887)
- Ирландия — Фланн Синна, верховный король (879—916)
  - Айлех — Мурхад мак Маэл Дуйн мак Аэда, король (879—887)
  - Дублин — Бард, король (877—881)
  - Коннахт — Конхобар I, король (848—882)
  - Лейнстер — Домналл, король (871—884)
  - Миде — Фланн Синна, король (877—916)
  - Мунстер — Доннхад I, король (872—888)
  - Ольстер — Айнбих мак Аэдо, король (873—882)
- Испания —
  - Арагон — Аснар II Галиндес, граф (867—893)
  - Астурия — Альфонсо III Великий, король (866—910)
    - Алава — Вела Хименес, граф (870—883)
    - Кастилия — Диего Родригес Порселос, граф (873—885)

  - Кордовский эмират — Мухаммад I, эмир (852—886)
  - Наварра — Гарсия I Иньигес, король (851/852—882)
- Италийское королевство — Карл III Толстый, король Италии (879—887)
  - Сполето — Гвидо II, герцог (880—883)
  - Тосканская марка — Адальберт I, маркграф (846—886)
  - Фриульская марка — Беренгар I, маркграф (874—924)
- Италия —
  - Беневенто — 
    - Вайфер, князь (878—881)
    - Радельхиз II, князь (881 — 884, 897—900)

  - Гаэта — Марин I, консул[англ.] (866—890)
  - Капуя — Панденульф, князь (862 — 863, 879—882)
  - Неаполь — Афанасий, герцог (878—898)
  - Салерно — Гвемар I, князь (880 — ок. 900)
- Критский эмират — Умар II, эмир (880—895)
- Лотарингия — Людовик III Младший, король (879—882)
  - Верхняя Бургундия — Рудольф I, маркграф (876—888)
  - Эно (Геннегау) — Ренье I Длинношеий, граф (880—898)
- Моравия Великая — Святополк I, князь (870—894)
  - Чехия — Борживой I, князь (ок. 872 — ок. 892)
- Новгородское княжество — Олег Вещий, князь (879—912)
- Норвегия — Харальд I Прекрасноволосый, король (872—930)
- Паннонская Хорватия — Браслав, князь (ок. 880 — ок. 898)
- Папская область — Иоанн VIII, папа римский (872—882)
- Португалия — Лусидиу Вимаранеш, граф (873—895)
- Приморская Хорватия — Бранимир, герцог (879—892)
- Прованс (Нижняя Бургундия) — Бозон Вьеннский, король (879—887)
  - Вьенн — Бозон Вьеннский, граф (871—887)
- Сербия — Мутимир, князь (ок. 851—891)
- Уэльс —
  - Брихейниог — Элисед I, король (840—885)
  - Гвент — Брохвайл ап Мейриг, король (880—920)
  - Гвинед — Анарауд ап Родри, король (878—916)
  - Гливисинг — Хивел ап Рис, король (856—886)
  - Дивед — Хивайд, король (878—893)
  - Сейсиллуг — Каделл ап Родри, король (872—909)
- Хазарский каганат — Вениамин, бек (ок. 880 — ок. 920)
- Швеция — Эрик Анундсон, конунг (ок. 867—882)
- Шотландия (Альба) — Эохейд, король (878—889)

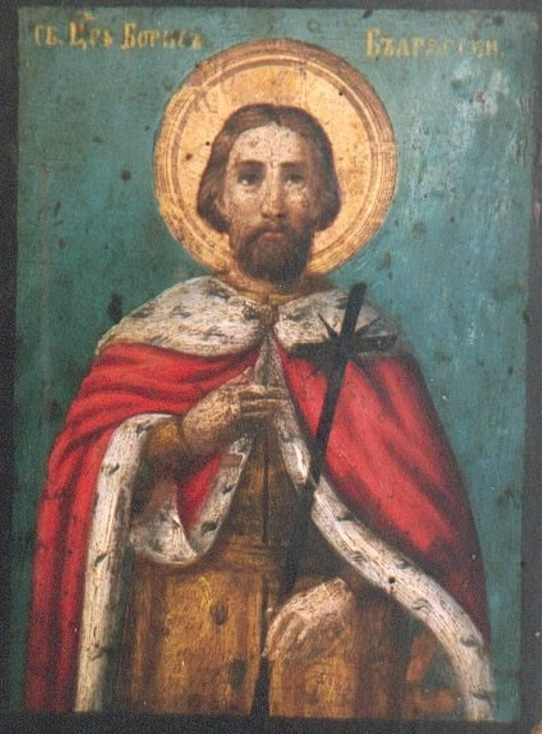
Борис I 852-889 Князь Болгарии
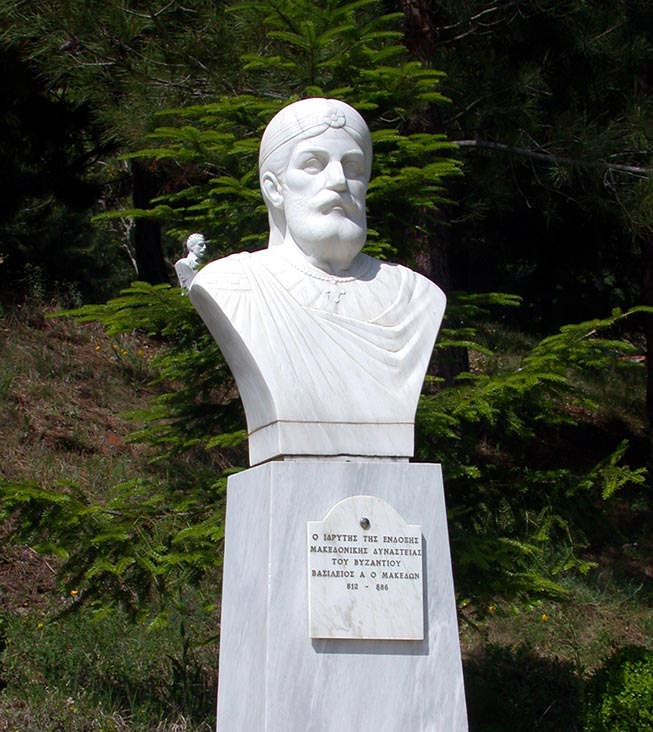
Василий I 867—886 Император Византии
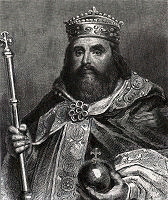
Карл III Толстый 879—887 Король Италии
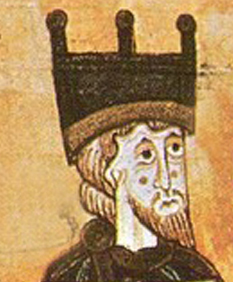
Альфонсо III Великий 866—910 Король Астурии
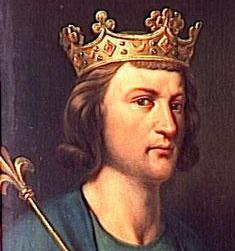
Людовик III 879—882 Король Западно-Франкского королевства
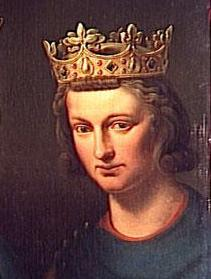
Карломан II 879—884 Король Западно-Франкского королевства
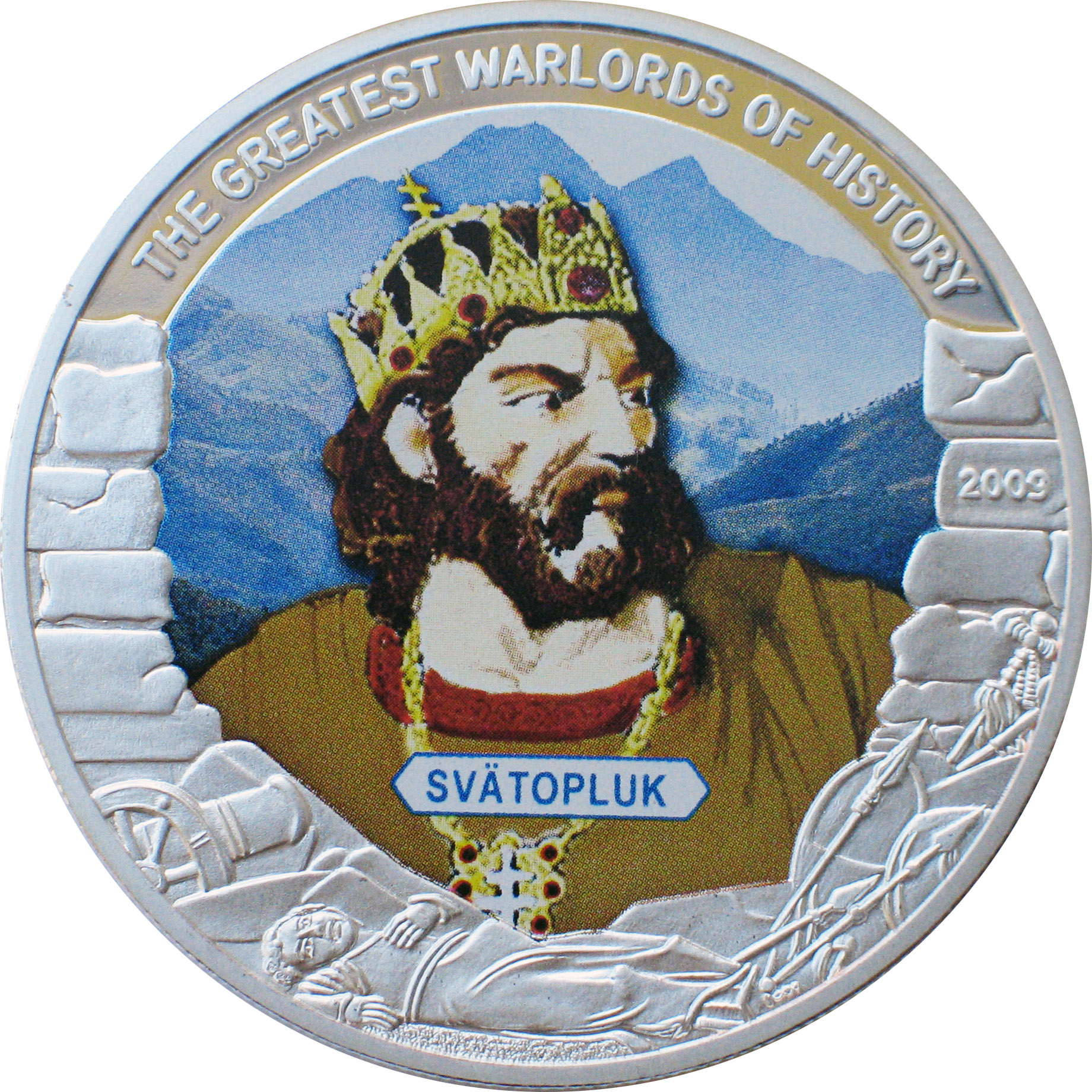
Святополк 870—894 Князь Великой Моравии
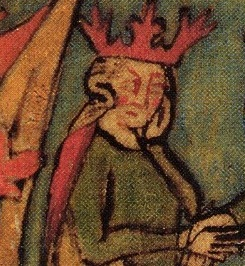
Харальд I Прекрасноволосый 872—930 Король Норвегии
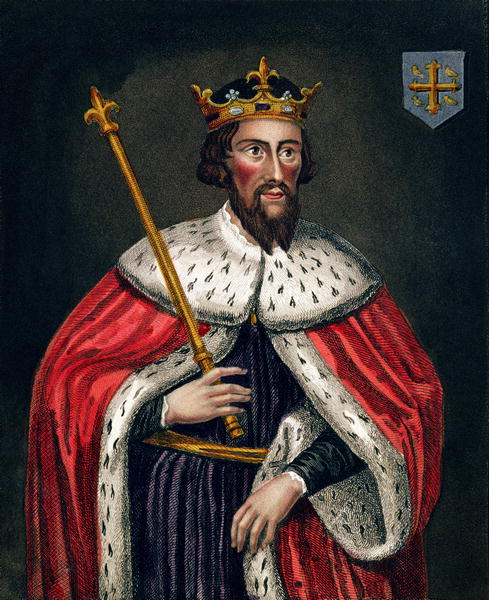
Альфред Великий 871—899 Король Уэссекса
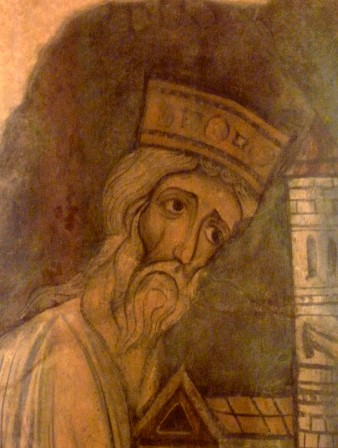
Бозон Вьенский 879—887 Король Нижней Бургундии
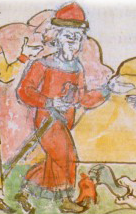
Олег 879—912 Князь Новгородский
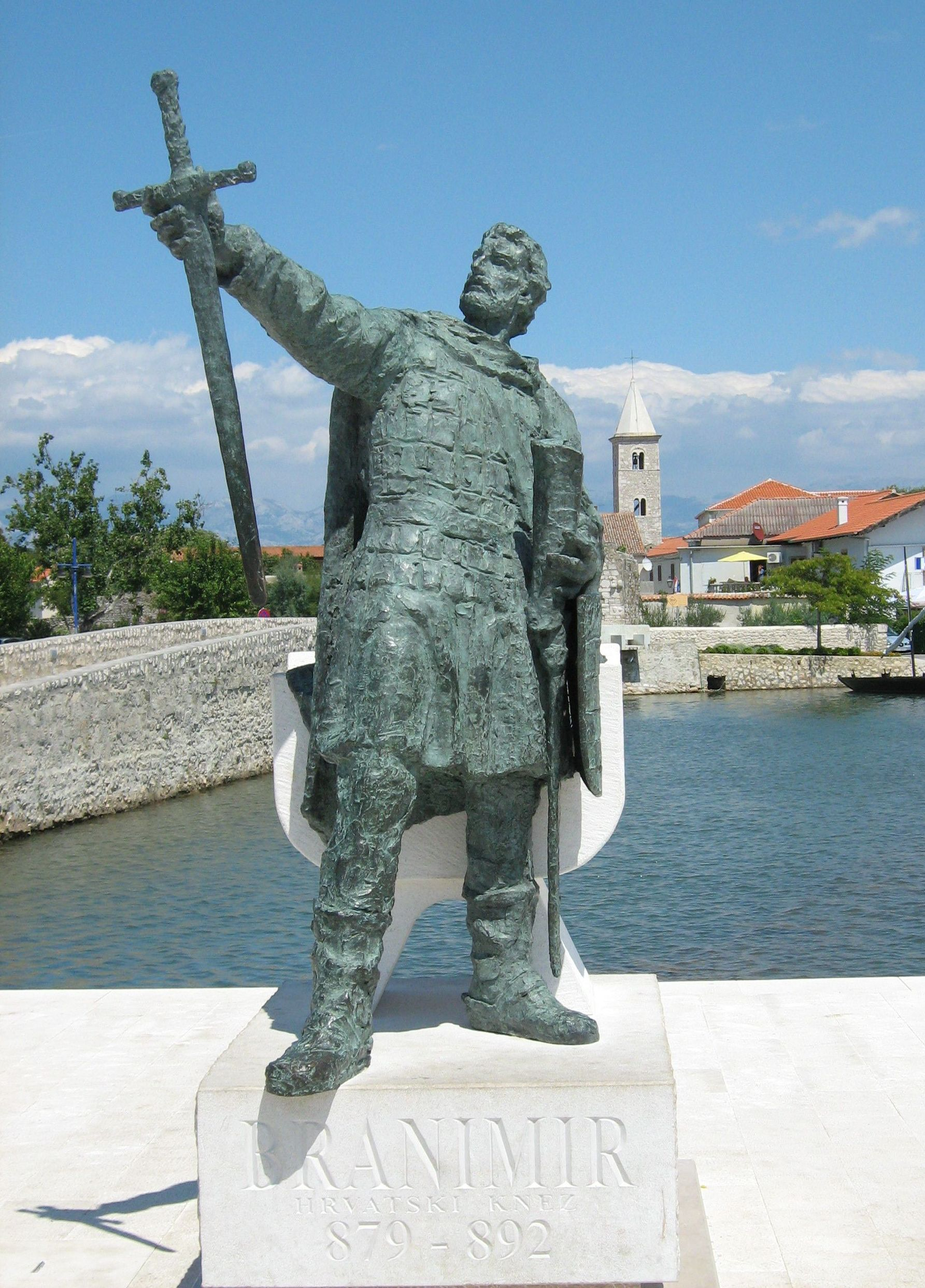
Бранимир 879—892 Князь Хорватии
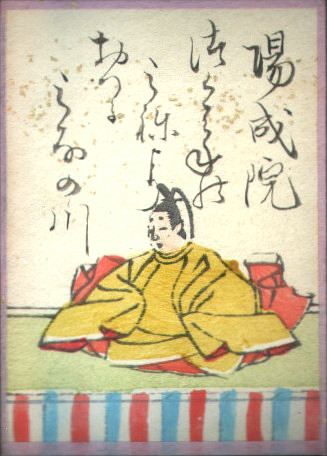
Ёдзэй 876—884 Император Японии
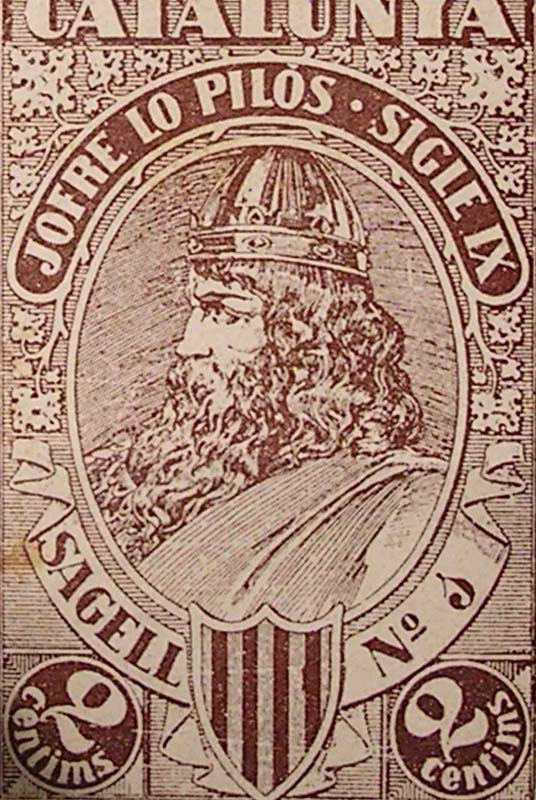
Вифред Волосатый 878—897 Граф Барселоны
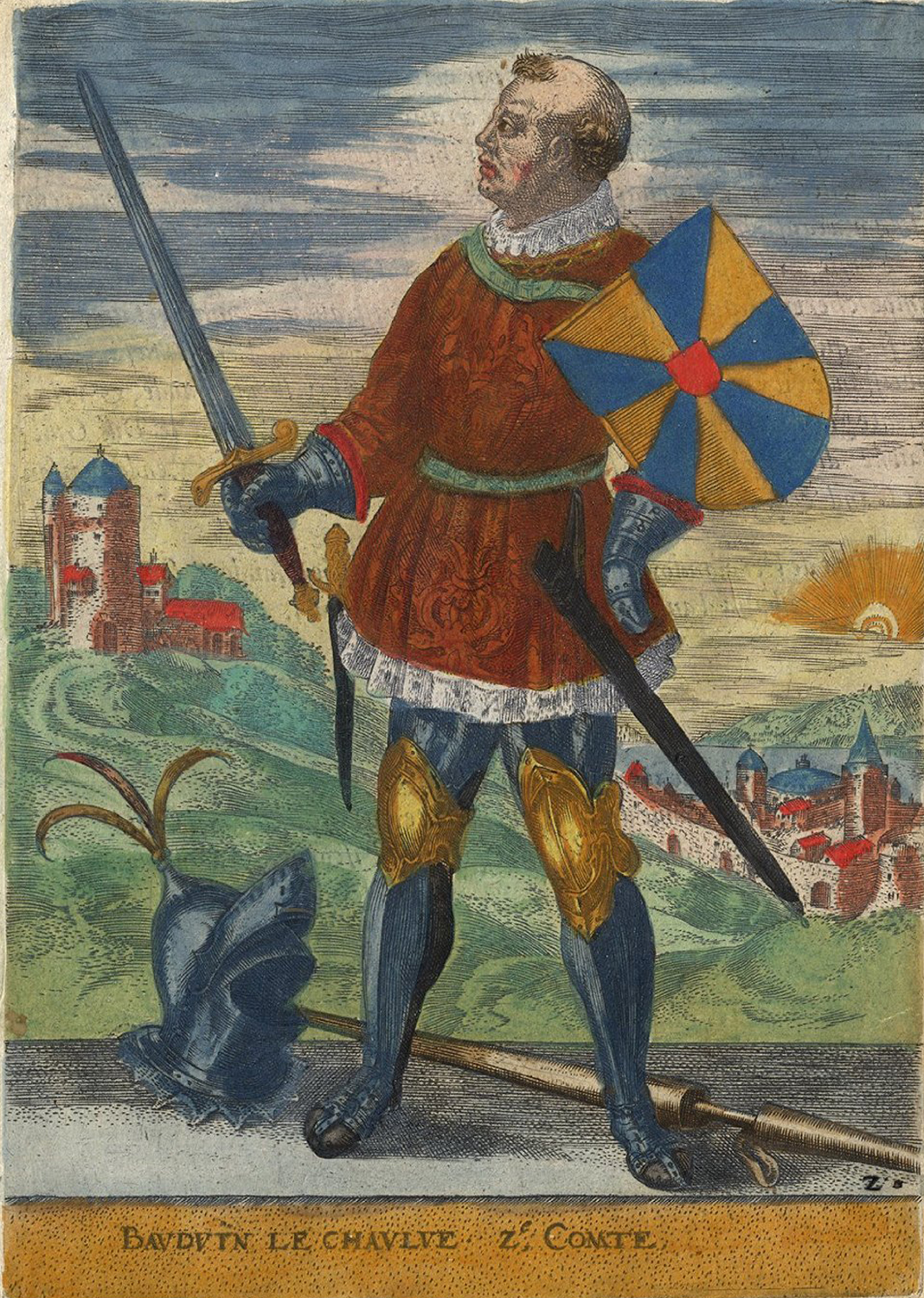
Бодуэн II 879—918 Граф Фландрский
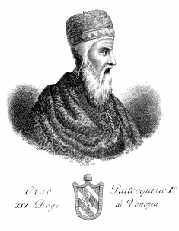
Орсо I Партечипацио 865—881 Дож Венеции
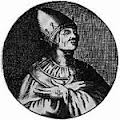
Иоанн VIII 873—882 Папа римский